# Elfelejtett ősök árnyai (film)
Az Elfelejtett ősök árnyai (ukránul Тіні забутих предків) 1964-ben készült, 1965-ben bemutatott ukrán film Szergej Paradzsanov rendezésében, amely Mihajlo Kocjubinszkij azonos című regénye alapján készült, és egy ukrajnai hucul környezetbe helyezett Rómeó és Júlia történetet mesél el.
A film Paradzsanov első fontos műve volt, és nemzetközi elismerést szerzett. Az 1966-os New York-i filmfesztivál programja szerint „avantgárd, extravagáns, pazar saga,” amely a népzenét és atonális zenét fantasztikus kamerakezeléssel kombinálta.
A „romantikus-festői és népiesen szürrealista” Elfelejtett ősök árnyai-t a nemzetközileg legelismertebb ukrán filmnek és az ukrán mágikus realista film klasszikusának, Dovzsenko Föld-je mellett valaha készült legjelentősebb ukrán alkotásnak tartják.
2021-ben a Dovzsenko Nemzeti Filmközpont felkérte az Ukrajnai Filmkritikusok Szövetségét és független filmes szakértőket, mintegy hetven személyt, hogy állítsák össze a 100 legjobb ukrán film listáját; ebben a rangsorban az Elfelejtett hősök árnyai lett az első.

## Témái
Egy 1988-ban készült interjúban Paradzsanov elmondta, hogy miután korábban már nyolc filmet forgatott Ukrajnában, ennél a filmnél volt képes megtalálni a saját témáját, a saját érdeklődési körét: azokat a gondokat, amelyekkel az [ukrán] emberek szembesülnek. Hangsúlyozta, hogy szándékosan összpontosított a néprajzra, Istenre, a szerelemre és a tragédiára.
A film látványvilága eltért a hivatalosan elfogadott szocialista realizmus stílusától; ehelyett az Elfelejtett ősök árnyékai erősen szimbolikus, gyakran használja az ukrán vallás és folklór képeit, például kereszteket, bárányokat, sírokat és szellemeket. A hangulat ábrázolására gyakran színeket használ: Ivan gyászának időszakában például fekete-fehér filmanyagot használnak, míg más jelenetekben a színek gyakran visszafogottak, kontrasztot képezve a vörös és sárga szín élénk használatával.
Ivan Dzjuba szerint „Sokan csak a „szép” szerelmi legendát látták benne, de nem vették észre az élet értelméről való szenvedélyes töprengést. Látványos, néprajzi filmnek kezelték, felfigyeltek festőiségére, fantáziadús világára, de nem vették észre a filmművészeti kifejezésmód elveit: az átgondolt kép- és színkompozíciót.” Szintén ő emeli ki, hogy a Rómeó és Júlia motívum mellett két fontos témája van a filmnek: egyrészt a szerelem egyszerisége, az elvesztett ideál pótolhatatlansága, másrészt az „égi” (lelki) és „földi” (érzéki) szerelem kettőssége.

## Cselekménye
Az ukrajnai Kárpátok egyik kis hucul falujában a fiatal Ivan beleszeret annak a férfinak a lányába, aki megölte az apját. Bár családjaik között keserű ellenségeskedés van, Ivan és Maricska gyerekkoruk óta ismerik egymást. A házasságukra készülve Ivan elhagyja a falut, hogy dolgozzon és pénzt keressen a családalapításhoz. Távolléte alatt Maricska véletlenül belecsúszik egy folyóba, és megfullad, miközben megpróbál megmenteni egy elveszett bárányt.
Ivan visszatér, és Maricska holttestét látva, kétségbeesik. Örömtelenül tovább dolgozik, mígnem egy ló patkolása közben meg nem ismerkedik egy másik nővel, Palahnával. Ivan és Palahna hagyományos hucul esküvőt tartanak. Házasságuk hamar megromlik, mert Ivant Maricska emléke tarja fogva. A gyermekre vágyó Palahna kapcsolatba kerül Jurkóval, a helyi molfarral. (A „molfar” mágikus képességekkel rendelkező személy a hucul kultúrában.) Ivannak hallucinációi támadnak.
A kocsmában Ivan látja, ahogy a molfar megöleli Palahnát. Iván szokatlan haragra gerjed, felkapja a fejszéjét, de a molfár lesújt rá. Ivan a közeli erdőbe botorkál, és úgy érzi, hogy Maricska szelleme vele van, a vízben tükröződik és a fák között siklik. Maricska színtelen árnyéka megnyúlik és megérinti Ivan kinyújtott kezét; Iván felkiált és meghal. A közösség hagyományos hucul temetést rendez neki.

## Szereplők
| Szerep                               | Színész              | Magyar hangja (1973) |
| ------------------------------------ | -------------------- | -------------------- |
| Ivan Palijcsuk                       | Ivan Mikolajcsuk     | Kozák András         |
| Maricska Hutenyuk                    | Larisza Kadocsnikova | Kútvölgyi Erzsébet   |
| Palahna                              | Tetyana Besztajeva   | Pécsi Ildikó         |
| Jurko, a molfar                      | Szpartak Bahasvili   | Solti Bertalan       |
| Batag, főjuhász                      | Mikola Hrinyko       | Szirtes Ádám         |
| Miko                                 | Leonyid Jenhibarov   |                      |
| Ivan anyja                           | Nyina Aliszova       | Szemes Mari          |
| Petro Palijcsuk, Ivan apja           | Olekszandr Haj       | Szabó Gyula          |
| Paraszka Hutenyukova, Maricska anyja | Neonyila Hnepovszka  | Pásztor Erzsi        |
| Onufrij Hutenyuk, Maricska apja      | Olekszandr Rajdanov  | Simon György         |
| Ivan, gyermekként                    | Ihor Dzjura          |                      |
| Maricska, gyermekként                | Valentina Hlinyko    |                      |

## Gyártása
Az ukrán nyelvű film ritka kivétel volt Dovzsenko Filmstúdió által készített játékfilmek között, mert a stúdió jellemzően csak orosz nyelvű filmeket gyártott, amelyek közül néhányat ukrán nyelvre szinkronizáltak az Ukrán SZSZK-ban való forgalmazás céljára. A hatóságok felkérték Paradzsanovot, hogy készítse el a film orosz nyelvű változatát, amit a rendező elutasított azzal, hogy a szöveg elválaszthatatlan része a film művészi szövetének.
A cselekmény a Kárpátok ukrajnai részén játszódik; a külső forgatás helyszíne Krivorivnya volt. A házban, ahol filmeztek, jelenleg múzeum található. Paradzsanov a művészi hatás érdekében kékre festette sziklákat, amelyek aztán évekig színesek maradtak. A belső jeleneteket a Dovzsenko Filmstúdióban vették fel.
Paradzsanov Ivan szerepét eredetileg Gennagyij Juhtyin orosz színésznek szánta, akinek akkoriban ívelt fel a pályája, és várhatóan növelte volna a film népszerűségét. Viktor Ivcsenko javaslatára azonban, megszívlelve a film operatőrjének, Jurij Illjenkónak a megjegyzését, hogy Juhtyin egyszerűen nem talál a szerephez, és a hucul viselet sem illik hozzá, Paradzsanov utóbb megváltoztatta döntését és az ukrán Ivan Mikolajcsukra osztotta a szerepet.
A film zenéjét Miroszlav Szkorik szerezte, akit a hucul népzene ihletett.

## Bemutatása
Külföldön Wild Horses of Fire / Feuerpferde / Les Chevaux de feu [Tűzparipák] címen (is) forgalmazták.

### Fesztiválokon
1965 tavaszától kezdve a filmet több nemzetközi fesztiválon is bemutatták,  többek között 
- a Mar del Plata-i Nemzetközi Filmfesztiválon (1965. március),[2]
- versenyen kívül a San Sebastian-i Filmfesztiválon (1965. június),[22][23]
- versenyen kívül a Velencei Nemzetközi Filmfesztiválon,[24][25]
- versenyen kívül a San Francisco-i Nemzetközi Filmfesztiválon (1965.  október),[26][27][28][25]
- versenyen kívül a Barcelonai Nemzetközi Filmfesztiválon (1965. október),[29][30]
- A Római Filmfesztivál első kiadásán (1965. október),[31]
- versenyen kívül a római Szovjet Film Hetén (1965. november),[32][33]
- versenyen kívül a londoni Szovjet Film Hetén (1965. november),[34]
- versenyen kívül a Montreali Filmfesztiválon (1966. június),[35][36]
- versenyen kívül a Locarnói Filmfesztiválon (1966. július),[37]
- versenyen kívül a New York-i Filmfesztiválon (1966. szeptember),[6][38]
- a Thesszaloniki Filmfesztiválon (1966. szeptember),[39]
- versenyen kívül a BFI Londoni Filmfesztiválon (1966. december),[40]
- és versenyen kívül a Melbourne-i Nemzetközi Filmfesztiválon (1967. június).[41][42]

1977-ben nem tartották meg a szokásos Velencei Filmfesztivált. Helyette egy speciális kulturális programot szerveztekIl Dissenso Culturale címen, amellyel az olasz művészek támogatásukat fejezték ki a Szovjetunió és más kommunista országok elnyomott disszidens művészeinek. A program egy részét egy a Paradzsanov műveinek szentelt speciális szeminárium tette ki, amellyel ki akartak állni a rendező jogtalan bebörtönzése ellen. A program tartalmazott egy Cinema e Paesi dell'Est [A keleti országok filmművészete] elnevezésű eseményt is, ahol Paradzsanov két filmjét is vetítették; az egyik az Elfelejtett ősök árnyai volt. A vetítés előtt Lino Miccichè – utóbb a Velencei Filmfesztivál elnöke – felolvasott egy a szovjet kormánynak címzett nyilatkozatot, amelyet az olasz filmesek és kritikusok írtak alá, és amelyben tiltakoztak a disszidens művészek üldöztetése ellen.

### Moziban
A filmet 1965. szeptember 4-én az Ukrán SZSZK-ban, a kijevi Ukrajna Filmszínházban tartott gálaműsor keretén belül mutatták be először moziban. A bemutatón politikai tüntetésre került sor többek között Ivan Dzjuba és Vaszil Sztusz részvételével, amelyen az ukrán értelmiség bebörtönöztetése és üldöztetése ellen tiltakoztak.

### DVD és restaurálás
2011-es ukrán újsághírek szerint a Dovzsenko Nemzeti Filmközpont több film restaurálására szerződött egy TOV IBS nevű céggel, amelyből aztán két DVD-kollekciót szándékoztak kiadni. Az Elfelejtett ősök árnyai mindkét kollekciónak része volt, de a DVD-k nem kerültek kereskedelmi forgalomba, hanem belső rendezvényekre szánták.
Több kevésbé jelentős DVD és blue-ray kiadás mellett 2015-ben, a film bemutatásának 50. évfordulójára megjelent a teljesen restaurált változat, amelyet 2015. szeptemberben az ukrajnai közszolgálati TV-csatorna mutatott be, valamint műsorra tűzték több kijevi moziban, és öt ukrán nagyváros 24 mozijában.

## Fogadtatása és utóélete
Az 1965-ös bemutatót követően a film általában jó kritikákat kapott a külföldi angol nyelvű filmkritikusoktól és vegyes kritikákat az Ukrán SZSZK filmkritikusaitól. A Britannica Book of the Year 1967-es kiadása az év négy kiemelkedő kelet-európai filmje közé sorolta. A Rotten Tomatoes weboldalon 93%-os tetszést ért el, a 40 értékelésből számított átlag 8,1 volt a lehetséges 10-ből. A TSPDT weboldalon a film a 431. helyen szerepel az Ezer legjobb film között.

### Angol nyelvű kritikák
Gene Moskowitz, a Variety kritikusa „vizuálisan ragyogó”nak és „fiatalosan túlzó, de filmszerűen elbűvölő film”nek nevezte a különös technika ellenére, a szintén a Variety-nek író Andrew Sarris pedig szerint „technikailag csodálatra méltó, bár dramaturgiailag érthetetlen.” Roger Ebert 1978-ban, miután Paradzsanovot egy szibériai lágerbe szállították, így írt a Chicago Sun-Times-ban:  „az egyik legszokatlanabb film, amit valaha láttam, a képek, zenék és zajok tömkelegével, és olyan aktív kamerával forgatva, hogy szinte biztonsági övre van szükségünk,” és a filmet Martin Scorsese korai munkáihoz hasonlította. Stephen Holden, a The New York Times kritikusa szerint „fantasztikus képekkel teli” „kirobbanóan színes film”, „szürreális népmese, tele életnagyságú szereplőkkel, akiknek arca és testbeszéde minden szónál ékesszólóbban beszél.” A San Francisco Chronicle-ban Edward Guthmann értékelte a filmet: „azon ritka filmek egyike, amelyek teljesen frissnek és romlatlannak tűnnek – mintha a rendező semmit sem lopott volna el más filmesektől, hanem egyszerűen maga fedezte volna fel a kamerát, és azt, hogy hogyan használja azt a legjobban.” David Parkinson, az Empire kritikusa szerint az Elfelejtett ősök árnyai „filmes remekmű, amely lebontja a filmes formát és üzenetet, és többrétegű képi világával elkápráztatja a nézőt”; History of Film, című könyvében pedig tovább részletezte: „merész támadás az elbeszélés és a vizuális ábrázolás konvenciói ellen,” amely arra törekedett, hogy „újradefiniálja az oksági logika és a filmvászon kapcsolatát, és ezáltal megkérdőjelezze a nézői érzékelés elfogadott elméleteit” és amely paradox módon „szembeállította a szubjektív és objektív nézőpontokat, és szögtorzulásokat, bonyolult (és látszólag lehetetlen) kameramozgásokat, átélezéseket, teleobjektíveket és halszemlencséket, valamint a rendező által színdramaturgiának nevezett valamit használt a halálra ítélt szerelem történetének elmeséléséhez.” Jonathan Rosenbaum a Chicago Reader-től azt jegyezte meg,  hogy a film „a mítosz, a történelem, a költészet, a néprajz, a tánc és a rituálé rendkívüli összefonódása.” Dave Kehr a The New York Times-ban „lírai, zabolátlan” filmként írta le, amely „nem realista színhasználattal és a legszabadabb kameramunkával kísérletezik, amelyet ukrán filmben Olekszandr Dovzsenko úttörő munkássága óta láttunk”, míg James Hoberman a The Village Voice-ban „elsöprően gyönyörű film”nek nevezte, ahol „egy szomorú, rövid, brutális életet extatikus mítosszá emelnek.” John Patterson, a LA Weekly kritikusa „a néprajz, […] a népi mítosz és a mesebeli logika megdöbbentő kombinációjának” nevezte, amely „szépségével, energiájával és szüntelenül leleményes filmkészítésével a retinát perzseli.”

### Ukrán kritikák
A bemutatáskor az ukrán filmkritikusok véleménye vegyes volt. 1964. novemberben J. Bobosko és M. Maszlovszkij a Ragyanszka kultura [Szovjet kultúra] hasábjain szóvá tették a film eltávolodását a szocialista realizmustól, és egy humoros versben azt javasolták a szerzőknek, hogy az ősök árnyairól szóló mesék helyett inkább korszerű dolgokat kellene ábrázolniuk. Sz. Zinyics és N. Kapelgorodszka  a Народна творчість [Népművészet] 1965. októberi számában hangsúlyozták a film irodalmi alapjának fontosságát, valamint azt a tényt, hogy a film Mihajlo Kocjubinszkij születésének 100. évfordulójára készült; ugyanakkor hangsúlyozták azt is, hogy a filmnek sikerült mesterien újrateremtenie a nyugat-ukrajnai parasztok kultúrájának egyediségét. Különösen dicsérték a film zeneszerzőjének, Miroszlav Szkorikot az ukrán népdalok és népi dallamok találó kiválasztásáért,  valamint Jurij Illjenko operatőrt és Heorhij Jakutovics látványtervezőt a hucul parasztok viseletét, hagyományait és hitrendszerét pontosan leíró művészi munkáért. Ivan Dracs kiemelte, hogy az Elfelejtett ősök árnyai-t az autentikus az ukrán nyelv hucul nyelvjárásában előadott párbeszédek és az ukrán néprajzi anyag használata teszi egyedivé. Larisza Pohribna 1971-ben megjelent könyvében negatív véleményt fogalmazott meg a filmről, kiemelvén hogy Paradszanov filmje nem volt képes életre kelteni az irodalmi alapanyagot.
Figyelembe véve, hogy Paradzsanov drasztikusan eltávolodott a korszak hivatalos szocialista realizmusától, meglepő, hogy az ukrán kritikusok nem álltak elő hangosabb kifogásokkal a filmmel szemben. Lehetséges, hogy ez részben az Ukrán SZSZK akkor vezetőjének, a mérsékelten ukránbarát Petro Selesztnek tulajdonítható, aki a Paradzsanovhoz hasonló művészek patrónusa és védelmezője volt. Seleszt fia utóbb azt írta emlékirataiban, hogy lényegében véve az apja védte meg a rendezőt, és ugyanazon a napon, amikor Petro Seleszt távozott tisztségéből, Paradzsanovot letartóztatták.

## Díjai
- Mar del Plata-i Filmfesztivál, 1965: a zsüri különdíja és a kritikusok nagydíja[91][92][93]
- Római Filmfesztivál, 1965: az olasz turisztikai hivatal díja[31]
- Kijevi Filmfesztivál, 1966: a zsüri különdíja[94][95][96]
- Thesszaloniki Nemzetközi Filmfesztivál, 1966: aranyérem a legjobb rendezőnek[97][98]
- Tarasz Sevcsenko Nemzeti Díj, 1988: Ivan Mikolajcsuk; 1991: Szergej Paradzsanov, Jurij Illjenko, Larisza Kadocsnyikova, Heorhij Jakutovics[99][100]

## Fordítás
Ez a szócikk részben vagy egészben  a   Shadows of Forgotten Ancestors című angol Wikipédia-szócikk ezen változatának fordításán alapul.  Az eredeti cikk szerkesztőit annak laptörténete sorolja fel. Ez a jelzés csupán a megfogalmazás eredetét és a szerzői jogokat jelzi, nem szolgál a cikkben szereplő információk forrásmegjelöléseként.